# Чуин-Елга
Чуи́н-Елга́ (также Поганун-Дереси, Чуюн-Илга, Пагабича; укр. Чуїн-Єлга, крымскотат. Çoyun Yılğa, Чоюн Йылгъа) — маловодная река (балка) в Бахчисарайском районе Крыма, правый приток Качи. Длина водотока — 8,0 км, площадь водосборного бассейна — 7,88 км². В сборнике «Крымское государственное заповедно-охотничье хозяйство им. В. В. Куйбышева» 1963 года у Биюк-Узеня записаны длина реки 8,4 км, площадь бассейна 7,5 км², высота истока 960 м, устья — 440 м, уклон реки 62 м/км².

## Название
Название Чуюн-Илга (или Чуин-Елга) исследователи выводят либо от крымскотатарского чоюн — чугун, либо от родоплеменного имени чуюн. Слово йылга (крымскотат. yılğa, йылгъа) означает «овраг», «балка». Вариант Пагабича — от монгольского личного имени Пагба, встречается на карте из сборника Петра Кеппена «О древностях южнаго берега Крыма и гор Таврических».

## География
Истоки Чуин-Елги находятся на юго-западных отрогах хребта Синаб-Даг у одноимённого перевала Цальского хребта, на территории Крымского заповедника. Балка пролегает в туфогенных породах вулканического происхождения, вначале в западном, затем в юго-западном направлении. Водоток в балке Чуин-елга начинается от одноимённого родника на высоте 855 м над уровнем моря. В долине реки, на северном склоне горы Бешуй-Шор, известно маломощное месторождение бурого угля (Бешуйские копи), добывавшегося с 1920 года (при нём находился посёлок Шахты, позднее — Кры́мский). К Бешуйским копям приурочены многочисленные находки гагата.
Притоков Чуюн-Елга не имеет, впадает в Качу в 60,0 км от устья. Водоохранная зона реки установлена в 100 м.